# Taça de Portugal de Futsal de 2015–16
A edição da Taça de Portugal de Futsal referente à época de 2015/2016 decorreu entre 3 de Outubro de 2015 - 1ª Eliminatória de Qualificação - e 8 de Maio de 2016, data em que se disputou a final a qual teve lugar no Pavilhão Municipal da Póvoa de Varzim, Póvoa de Varzim.

## Taça de Portugal de Futsal 2015/2016

### Final
| Final                    | Final |
| ------------------------ | --- |
| Sporting CP – SL Benfica | 4 – 2 (Miguel Ângelo 10’, João Matos 15’, Diego Cavinato 39’, Rodolfo Fortino 39’ – Gonçalo Alves 27’ Jefferson 39’) |

### Meias-Finais
| SL Olivais - Sporting CP | 0 – 3 |  | Leões Porto Salvo - SL Benfica | 1 – 2 |

### Quartos-de-Final
| Quartos-de-Final                   | Quartos-de-Final | Quartos-de-Final | Quartos-de-Final        | Quartos-de-Final |
| ---------------------------------- | ---------------- | ---------------- | ----------------------- | ---------------- |
| Leões Porto Salvo - Futsal Azeméis | 4 – 2            |                  | SL Olivais - Viseu 2001 | 3 – 1            |
| Sporting CP - Unidos Pinheirense   | 8 – 3            |                  | Modicus - SL Benfica    | 0 – 3            |

### Oitavos-de-Final
| Oitavos-de-Final                 | Oitavos-de-Final   | Oitavos-de-Final | Oitavos-de-Final              | Oitavos-de-Final |
| -------------------------------- | ------------------ | ---------------- | ----------------------------- | ---------------- |
| Valpaços Futsal - SL Benfica     | 0 – 4              |                  | AMSAC - Viseu 2001            | 2 – 5            |
| SL Olivais - Rio Ave             | 6 – 4              |                  | Desp. Aves - Modicus          | 1 – 3            |
| Belenenses - Leões Porto Salvo   | 5 – 5 (3 – 4) g.p. |                  | Sporting CP - SC Braga        | 1 – 0            |
| Unidos Pinheirense - Paraíso Foz | 8 – 2              |                  | Tires Futsal - Futsal Azeméis | 4 – 5            |

### 4ª Eliminatória
| 4ª Eliminatória                  | 4ª Eliminatória    | 4ª Eliminatória | 4ª Eliminatória                     | 4ª Eliminatória    |
| -------------------------------- | ------------------ | --------------- | ----------------------------------- | ------------------ |
| Portela - Leões Porto Salvo      | 1 – 2              |                 | Valpaços Futsal - Quinta dos Lombos | 4 – 2 (a.p.)       |
| Fabril Barreiro - Rio Ave        | 8 – 9              |                 | Sporting CP - AD Fundão             | 5 – 0              |
| AMSAC - Atlético CP              | 9 – 4              |                 | Cariense - Futsal Azeméis           | 1 – 3              |
| Tires Futsal - Burinhosa         | 4 – 4 (3 – 2) g.p. |                 | Desp. Aves - Portimonense           | 4 – 2              |
| Paraíso Foz - Fátima             | 7 – 3 (a.p.)       |                 | SC Braga - CS São João              | 6 – 1              |
| AR Amarense - Belenenses         | 3 – 4 (a.p.)       |                 | Unidos Pinheirense - Boavista       | 7 – 1              |
| Arsenal Parada - SL Olivais      | 1 – 5              |                 | Viseu 2001 - Gualtar                | 1 – 1 (3 – 1) g.p. |
| Moradores da Granja - SL Benfica | 1 – 12             |                 | ABC Nelas - Modicus                 | 3 – 8              |

### 3ª Eliminatória
| 3ª Eliminatória                       | 3ª Eliminatória    | 3ª Eliminatória | 3ª Eliminatória                     | 3ª Eliminatória    |
| ------------------------------------- | ------------------ | --------------- | ----------------------------------- | ------------------ |
| Valpaços Futsal - Escorpiões          | 8 – 1              |                 | UDR Quinta do Conde - Fátima        | 4 – 4 (5 – 6) g.p. |
| Sp. Moncorvo - Tires Futsal           | 2 – 5              |                 | ABC Nelas - Desp. Ordem             | 8 – 4              |
| Retaxo - Paraíso Foz                  | 3 – 9              |                 | Mendiga - Unidos Pinheirense        | 5 – 6 (a.p.)       |
| AR Amarense - Vila Verde              | 4 – 2              |                 | AMSAC - Póvoa Futsal                | 2 – 2 (3 – 1) g.p. |
| Os Vinhais - Atlético CP              | 3 – 5              |                 | Eléctrico - Desp. Aves              | 2 – 4              |
| Futsal Azeméis - Bairro Boa Esperança | 3 – 1              |                 | ACDSC Cabeçudense - Cariense        | 0 – 3              |
| Empregados Comércio - Fabril Barreiro | 1 – 6              |                 | Arsenal Parada - Olho Marinho       | 3 – 1              |
| Viseu 2001 - Caxinas                  | 6 – 3              |                 | Portimonense - SC Lamego            | 14 – 2             |
| Farense - Portela                     | 4 – 4 (2 – 3) g.p. |                 | Moradores da Granja - GD Fazendense | 8 – 4              |

### 2ª Eliminatória
| 2ª Eliminatória                     | 2ª Eliminatória | 2ª Eliminatória | 2ª Eliminatória                          | 2ª Eliminatória |
| ----------------------------------- | --------------- | --------------- | ---------------------------------------- | --------------- |
| ABC Nelas - Lamas Futsal            | 5 – 3           |                 | Arenense - Tires Futsal                  | 5 – 9           |
| Empregados Comércio - Atalhada FC   | 10 – 5          |                 | Portela - Fonsecas e Calçada             | 4 – 3           |
| Fátima - Sonâmbulos                 | 6 – 2           |                 | Valpaços Futsal - Casal Velho            | 3 – 1 (a.p.)    |
| Paredes - Bairro Boa Esperança      | 5 – 7           |                 | São Mateus - AR Amarense                 | 3 – 6           |
| Fabril Barreiro - CA Mogadouro      | 9 – 6           |                 | Retaxo - GDR Lameirinhas                 | 5 – 2           |
| CFCP Mêda - SC Lamego               | 4 – 7           |                 | Os Vinhais - Cruzado Canicense           | 8 – 6           |
| Escorpiões - Domus Nostra           | 4 – 1           |                 | Freixieiro - Desp. Aves                  | 4 – 5           |
| GDC Baronia - Cariense              | 2 – 6           |                 | UDR Quinta do Conde - Pioneiros Bragança | 2 – 1           |
| Atlético CP - Clube Norte Crescente | 7 – 6           |                 | Farense - ACR Vale de Cambra             | 8 – 4           |
| AMSAC - AJAB Tabuaço                | 8 – 4           |                 | CF Nogueirense - Eléctrico               | 0 – 5           |
| UPVN - Olho Marinho                 | 2 – 6           |                 | Contacto - Caxinas                       | 1 – 8           |
| Cova da Piedade - Mendiga           | 3 – 5           |                 | CPR Pocariça - Vila Verde                | 5 – 9           |
| Albufeira Futsal - GD Fazendense    | 6 – 8           |                 | AGU - Futsal - Póvoa Futsal              | 1 – 5           |
| Sp. Moncorvo - Piratas de Creixomil | 3 – 1           |                 | Moradores da Granja - Matraquilhos FC    | 5 – 3           |
| SC Sabugal - Paraíso Foz            | 3 – 4           |                 | ACDSC Cabeçudense - Ossela               | 8 – 6           |
| Unidos Pinheirense - Jaca           | 6 – 2           |                 | Arsenal Parada - MTBA                    | 4 – 3           |
| Portimonense - Arnal                | 6 – 2           |                 | Viseu 2001 - Os Indefectíveis            | 4 – 3           |
| Sever - Desp. Ordem                 | 0 – 3           |                 | Futsal Azeméis - Amigos Abeira Douro     | 6 – 0           |

### 1ª Eliminatória
| 1ª Eliminatória                           | 1ª Eliminatória    | 1ª Eliminatória | 1ª Eliminatória                         | 1ª Eliminatória |
| ----------------------------------------- | ------------------ | --------------- | --------------------------------------- | --------------- |
| Carvalhal Formoso - SC Sabugal            | 3 – 4              |                 | CPR Pocariça - Posto Santo              | 6 – 1           |
| Matraquilhos FC - CE Vila Franca do Campo | 4 – 3              |                 | Casa da Ribeira - Clube Norte Crescente | 0 – 4           |
| Atalhada FC - ADCP Biscoitos              | 4 – 1              |                 | Barbus Futsal - Arenense                | 4 – 6           |
| CP Porto Judeu - GD Fazendense            | 5 – 5 (1 – 3) g.p. |                 | Moradores da Granja - Vilar de Perdizes | 5 – 1           |
| Cova da Piedade - Marítimo                | 4 – 2              |                 | Os Patos - Farense                      | 2 – 7           |
| Lavradas - Sever                          | 1 – 3              |                 | Sp. Moncorvo - ADRE Palhaça             | 7 – 6           |

### Pré-Eliminatória
| Pré-Eliminatória                     | Pré-Eliminatória | Pré-Eliminatória | Pré-Eliminatória               | Pré-Eliminatória |
| ------------------------------------ | ---------------- | ---------------- | ------------------------------ | ---------------- |
| Academico Ciências - Cova da Piedade | 3 – 5            |                  | GD Almas - Moradores da Granja | 2 – 3            |